# Perele II
Ramón Ferrer Richard (Antella, 15 de novembre de 1969) conegut com a Perele II, és un ex-jugador professional d'escala i corda en la posició de mitger i punter. Debut professional als 17 anys en el trinquet d'Alginet és retira als 30 anys per problemes de maluc. Jugava a la III Lliga professional quedant campió, formant equip amb Oltra i Perele I.

## Palmarès
- Campió Circuit Bancaixa 1994.
- Subcampió del trofeu de Petrer
- Campió trofeu de Borriana
- Subcampió del campionat nacional de parelles